# Mixozous
Els mixozous (Myxozoa, del grec myxos, "moc" i zoon, "animal") són un subembrancament de cnidaris paràsits d'ambients aquàtics. Se n'han descrit més de 1.300 espècies i moltes tenen un cicle vital que involucra a dos hostes, un peix i un anèl·lid o un briozou. La infecció es produeix través d'espores valvades. Aquestes contenen un o dos esporoblasts i una o més càpsules proveïdes de filaments que ancoren l'espora al seu hoste. A continuació, els esporoblasts esdevenen formes mòbils anomenades amèbules, que penetren els teixits de l'hoste i es desenvolupen en un o més plasmodis multinucleats. Certs nuclis s'emparellen, engolint-se entre ells per formar les noves espores.

## Filogènia
Els mixozous varen ser originalment considerats protozous, i varen ser inclosos entre formes sense mobilitat del grup dels esporozous (ara dels cromalveolats). Mercès a l'anàlisi de l'ARNr 18S, es va demostrar que la seva natura era diferent i varen ser recol·locats entre els metazous. La classificació més precisa va ser obstaculitzada per proves en conflicte, tot i que l'ARNr suggerí una elevada afinitat amb els cnidaris, Altres mostres d'ARNr, i els gens HOX de les dues espècies, eren més semblants als dels bilaterals.
El descobriment que Buddenbrockia plumatellae, un paràsit en forma de cuc de més de 2 mm de llarg (relativament llarg) era un mixozou va semblar que afavoria la teoria d'un origen a partir d'un bilateral degenerat, ja que l'anatomia de l'animal és superficialment similar. Tanmateix, una examen més detallat va revelar que Buddenbrockia no tenia un eix de simetria longitudinal, sinó dos, aportant dubtes a aquesta hipòtesi.
Posteriors investigacions amb els primers tres gens HOX de la investigació prèvia va trobar que hi havia hagut contaminació amb briozous (uns bilaterals), els animals que parasitaven aquells mixozous, cosa que explicava la confusió creada. Una clonació més curosa de 50 gens de Buddenbrockia va establir que era un membre extremadament modificat del fílum dels cnidaris, amb els medusozous com als seus parents més propers. Feia molt que s'havien notat les similituds amb les càpsules polars dels cnidaris, però s'havia assumit que era un cas d'evolució convergent.
Els taxònoms reconeixen actualment que els antics Actinosporea no eren un grup de mixozous sinó una fase del cicle vital dels Myxosporea.